# Alguna vez tendramos alas
Alguna vez tendremos alas (em Portugal, Nas asas do destino) é uma telenovela mexicana produzida por Florinda Meza para Televisa e exibida pelo Canal de las Estrellas entre 6 de janeiro e 28 de novembro de 1997, sucedendo Canción de amor e antecedendo El secreto de Alejandra, em 130 capítulos.
A trama é uma adaptação da telenovela argentina 0597 da ocupado, produzida pela Teleteatro em 1950.
Foi protagonizada por Humberto Zurita e Kate del Castillo e antagonizada por Cynthia Klitbo, Alberto Estrella, Eugenia Cauduro, Adriana Barraza e Raúl Buenfil.

## Exibição

### Em Portugal
Foi exibida em Portugal pela RTP1 entre 05 de abril a 22 de outubro de 1999.

### México
Foi exibida pela primeira vez pelo canal TLNovelas entre 25 de dezembro de 2000 a 22 de junho de 2001.
Foi exibida pela segunda vez pelo TLNovelas entre 25 de abril e 21 de outubro de 2011, substituindo Apuesta por un amor e sendo substituida por Esmeralda. 

## Enredo
Num dos bairros mais pobres da Cidade de México vive Ana Hernández junto a sua mãe, suas irmãs e sua padrastro, um homem cruel e malvado de nome Rodolfo Sánchez a quem apodan "O Gato". Ana vive pobremente sendo testemunha dos abusos de Rodolfo para sua mãe e o assédio sexual que sofre ela por parte do mesmo. Apesar de tantas penas, Ana é uma garota optimista que sonha com se superar e sacar adiante a sua mãe. Ela trabalha numa panadería para apoiar ao pai Miguel quem dirige o coro da igreja.
Guillermo Lamas, um famoso músico e director de orquestra, vive com sua esposa Isabel e sua filha Alejandra. Também vive com eles seu cuñada Rosaura, irmã de Isabel e representante artística de Guillermo, e com Sebastián, o mayordomo. Ambas irmãs estão apaixonadas de Guillermo, e ainda que este sente uma maior afinidad com Rosaura, com quem compartilha interesses e aficiones, ao final preferiu a Isabel, bem mais dócil e paciente, à que considera sua musa. Tudo na casa dos Lamas gira ao redor de Guillermo e todos vivem em função dele.
Ana conhece a Nacho Nájera, um rapaz rico que se dedica a correr autos, se voltam amigos e ainda que este está comprometido com Magdalena, uma garota frívola e interessada que ama mais o dinheiro que a Nacho, este se apaixona perdidamente de Ana, e quando vai terminar a Magdalena, ele e seu pai Gustavo sofrem um acidente aéreo. Magdalena, quem estava grávida de Nacho opta por abortar, mas fica estéril por uma infecção.
Enquanto, "O Gato", ao sentir-se ameaçado por um de seus colaboradores, o assassina e se faz passar por morto para evitar o cárcere. Yolanda, a mãe de Ana, assassina a um dos cúmplices de Rodolfo e Ana, para proteger a sua mãe, se inculpa e é enclausurada num reformatorio, mas por sua boa conduta é enviada a uma escola-orfanato para jovenzinhas chamado "A Colmena" dirigido por freiras. Ana consegue ganhar-se a confiança das freiras, quem dão-lhe seu apoio e entendimento, além do cariño e amor que nunca teve. Igualmente, Ana conhece a Silvia, a mãe de Nacho quem também a vê como uma filha.
Por outro lado, a felicidade da família Lamas avaria-se quando a Isabel se lhe diagnostica um tumor cerebral e vai morrendo pouco a pouco. Isabel descobre que tem o tumor cerebral e que está condenada a morte, mas quer ocultar este facto a toda a costa, para proteger a Guillermo, ao que todos consideram um homem temperamental e com muito carácter, mas dependente desde o ponto de vista emocional. Avançada já sua doença, Isabel sofre um acidente, conduzindo um carro no que também viaja Alejandra, sua filha. Isabel morre e Alejandra fica paralítica. O mundo de Guillermo vem-se abaixo, já não pode compor, e suas contínuas mudanças de humor e escândalos fazem que os empresários lhe evitem, pelo que também não dirige. Guillermo afunda-se na depressão e deixa a música a um lado, mas quando conhece a Magdalena ela se apaixona dele e o conquista ainda que Guillermo não está apaixonado de Magdalena de modo que trata de encher o vazio que lhe deixou Isabel se fazendo amante de Magdalena. Guillermo contrata a Clara uma enfermeira para dar terapias à menina mas esta mulher desfruta maltratando-a, ademais tem uma relação com Rodolfo "O Gato" quem só a golpeia e a humilha.
Ana começa a fazer-se cargo de atender o antigo interruptor da Colmena enquanto a freira a cargo toma seus alimentos ou descansa. Devido a uma coincidência Ana marca por erro o telefone da família Lambas e baixo o apodo da "Formiga" comunica-se com a pequena Alejandra quem desafoga-se com ela e a diário falam por telefone, mas quando Guillermo mete-se nas conversas com "A Formiga" os dois sentem um laço especial.
Rosaura, e Magdalena devem enfrentar-se para combinar-se com a fortuna e o amor de Guillermo, mas esta última se dá conta que se encontra na ruína total e se volta amante de Ricardo, um médico de muito prestígio e o melhor amigo de Guillermo quem começa à manter. Magdalena consegue sacar a Rosaura da vida de Guillermo. Rosaura deprimida marcha-se a um rancho, propriedade de seu pai, aí submerge-se na depressão provocada pela frustración de seus sonhos, um novo trabalhador do rancho que se aproveita de Rosaura, a converte em seu amante, este trabalhador é "O Gato" quem começa à golpear, maltratá-la e manipular a seu benefício.
Ana chega à casa de Guillermo para ser a institutriz da pequena Alejandra e aí dá-se conta do que é o amor verdadeiro e fica apaixonada de Guillermo em silêncio já que este está comprometido com Magdalena. Guillermo fica apaixonado de Ana mas ele não se dá conta e só ela poderá sacá-lo da infelicidade em que vive desde que sua esposa morreu.
Finalmente Ana e Guillermo comprometem-se em casal, ainda que Ana tem muitas dúvidas e Guillermo é-lhe infiel com Magdalena, de forma sorpresiva reaparece Nacho Najera quem sobreviveu ao acidente aéreo que lhe custo a vida a seu pai, mudo e sem memória regressa à vida de Ana. A enfermeira Clara doente de cancro e Rosaura decide denunciar a Mario por medo a que num arranque de fitas-cola acabe com sua vida.
Magdalena decide usar um truque muito efectivo para que Guillermo se case com ela: mostra-lhe um exámen de gravidez falsa e consegue separá-lo de Ana. Mas Silvia Nájera, a mãe de Nacho, inteira a Ana e Guillermo que Magdalena ficou estéril pela perda de sua gravidez e eles se reconcilian. Depois Magdalena e Mario conseguem voltar a separar a Ana de Guillermo fazendo que Guillermo ache que Ana o engana com Mario e ele decide se casar com Magdalena. Depois Mario é encarcerado e Nacho morre atropellado. No dia do casamento, Andrea a amiga de Magdalena confessa-lhe a Guillermo toda a verdade de Magdalena e quando o pai lhe pergunta se aceita a Magdalena como esposa o diz que não e sai a procurar a Ana.
Finalmente Ana e Guillermo conseguem ser felizes.

## Elenco
- Kate del Castillo - Ana Hernández López
- Humberto Zurita - Guillermo Lamas
- Cynthia Klitbo - Rosaura Ontiveros
- Katie Barberi - Isabel Ontiveros de Lamas
- Eugenia Cauduro - Magdalena Arredón Mejía
- René Strickler - Nacho Nájera/Domingo
- Alberto Estrella - Rodolfo Sánchez "El Gato"/Mario García Suárez
- Óscar Bonfiglio - Padre Miguel
- Édgar Vivar - Sebastián Medina
- Silvia Mariscal - Silvia de Nájera
- Margarita Isabel - Verónica del Olmo
- David Ostrosky - Dr. Ricardo Aguilera
- Raúl Buenfil - Gregorio Luque
- Ana Karla Kegel - Alejandra Lamas Ontiveros
- Elena Paola Kegel - Alejandra Lamas Ontiveros
- Luis Couturier - Gustavo Nájera
- Justo Martínez - Padre Tomás
- Adriana Barraza - Clara Domínguez
- Anabel Gutiérrez - Bernardita
- Maricarmen Vela - Madre Superiora
- Lili Inclán - Madre Tornera
- Yula Pozo - Madre Josefina
- Maickol Segura - Pepín
- Sagrario Baena - Hortensia Mejía de Arredón
- David Rencoret - Hermenegildo Arredón
- María Prado - Matilda
- Andrea Sisniega - Andrea
- Mario Prudom - Matías Camargo
- Alejandra Peniche - Yolanda López
- Ramiro Orci - Crispín Mancera
- Ana Layevska - Violinista Rusa
- José Antonio Estrada - Nicanor
- Joel Núñez - Gabriel
- Antonio Miguel - Arturo Neri
- Ángeles Balvanera - Alfonsina
- Moisés Suárez - Dr. González
- Miguel Santana - Pingüica
- Said Manuel Jiménez - Michote
- Victor E. López - Juancho
- Francisco Casasola
- Marianna Gabriela - Hermana de Ana
- Betina Sade - Hermana de Ana
- Genoveva Pérez - Mercedes
- Evelyn Solares - Rufina
- Maleni Morales - Dra. Díaz
- Ivonne Montero - Alicia
- Josefina Echánove - Lucía Lamas
- Sherlyn - Menina do orfanato

## Prêmios e indicações

### Prêmio TVyNovelas de 1998
| Categoría                | Nominado(a)       | Resultado |
| ------------------------ | ----------------- | --------- |
| Melhor telenovela        | Florinda Meza     | Indicado  |
| Melhor ator protagonista | Humberto Zurita   | Indicado  |
| Melhor atriz antagônica  | Eugenia Cauduro   | Venceu    |
| Melhor atriz antagônica  | Cynthia Klitbo    | Indicado  |
| Melhor ator antagônico   | Alberto Estrella  | Indicado  |
| Melhor ator coadjuvante  | Édgar Vivar       | Indicado  |
| Melhor atriz juvenil     | Kate del Castillo | Indicado  |